# Entzündliche Stoffe
Als entzündlich oder entzündbar gelten Stoffe und Zubereitungen, wenn sie einen niedrigen Flammpunkt haben.
Ob ein Stoff oder eine Zubereitung als entzündlich oder entzündbar eingestuft wird, hängt dabei auch von der jeweils gültigen gesetzlichen Regelung ab. In der EU  erfolgt die Einstufung von Stoffen und Zubereitungen bzw. Gemischen entsprechend dem Global harmonisierten Systems zur Einstufung und Kennzeichnung von Chemikalien (kurz GHS), das durch die Verordnung (EG) Nr. 1272/2008 (CLP-Verordnung) ab 20. Januar 2009 schrittweise eingeführt wurde. Das GHS ersetzte die Europäische Richtlinie 67/548/EWG, welche vom 27. Juni 1967 an gültig war und am 1. Juni 2015 durch die CLP-Verordnung aufgehoben wurde; nur bis 1. Dezember 2012 durften Stoffe und bis zum 1. Juni 2017 Gemische, die nach den alten Regeln eingestuft und gekennzeichnet waren, noch in Verkehr gebracht werden. In Deutschland werden die entsprechenden Richtlinien und Verordnungen durch die jeweils gültige Gefahrstoffverordnung umgesetzt.

## Einstufung nach GHS

Piktogramm Flamme nach GHS

Den drei klassischen Aggregatzuständen zugeordnet stuft man die Gefahr in Kategorien ein, welche durchnummeriert werden. Im GHS spricht man nicht mehr von entzündlichen, sondern entzündbaren Stoffen.

### Entzündbare Gase
Gase oder deren Gemische, die in Luft bei 20 Grad und einem Standarddruck von 101,3 kPa einen Explosionsbereich haben, sind entzündbare Gase, während für Aerosole und chemisch instabile Gase hier eigene Kriterien gelten. Sie werden anhand der unteren (UEG) und oberen Explosionsgrenze (OEG)  eingeteilt in:
- Kategorie 1:  UEG ≤ 13 % oder (OEG – UEG) ≥ 12 % (Flam. Gas 1; mit Piktogramm, Signalwort „Gefahr“ und Gefahrenhinweis H220 Extrem entzündbares Gas zu kennzeichnen)
- Kategorie 2:  Alle anderen Gase mit einem Explosionsbereich (UEG < OEG) (Flam. Gas 2)

### Entzündbare Flüssigkeiten
Sie werden anhand von Flammpunkt und Siedepunkt in drei Kategorien eingeteilt:
- Kategorie 1:  Flammpunkt < 23 °C und Siedepunkt ≤ 35 °C (Flam. Liq. 1)
- Kategorie 2:  Flammpunkt < 23 °C und Siedepunkt > 35 °C (Flam. Liq. 2)
- Kategorie 3:  Flammpunkt ≥ 23 °C und ≤ 60 °C (Flam. Liq. 3)

Die Kategorie 4 mit einem Flammpunkt > 60 °C und ≤ 93 °C (Flam. Liq. 4) aus dem UN-GHS wurde von der CLP-Verordnung nicht für die EU übernommen. Sie bestimmt jedoch, dass für ihre Zwecke Gasöle, Diesel und leichte Heizöle, die einen Flammpunkt zwischen 55 und 75 °Celsius haben, als zur Kategorie 3 gehörend gelten, obwohl sie ausdrücklich nur Flüssigkeiten mit einem Flammpunkt von höchstens 60 °Celsius als entzündbare Flüssigkeit definierte.

### Entzündbare Feststoffe
Als entzündbar sind Feststoffe definiert, die durch Reibung Brand verursachen oder fördern können oder leicht brennbar sind; leicht brennbar sind pulverförmige, körnige oder pastöse Stoffe oder Gemische, weil sie durch kurzen Kontakt mit einer Zündquelle wie einem brennenden Streichholz entzündet werden können und die Flammen sich dann rasch ausbreiten. Entzündbare Feststoffe werden mittels Prüfung N.1 nach dem UN-Prüfhandbuch anhand der Abbrandgeschwindigkeit und des  Abbrandverhaltens in zwei Kategorien eingeteilt:
- Kategorie 1 (Flam. Sol. 1):
  - Metallpulver, das in bis zu 5 Minuten abbrennt, oder
  - sonstige Feststoffe und Gemische, die in unter 45 Sekunden oder mit einer Geschwindigkeit von mehr als 2,2 mm/s abbrennen, ohne dass das eine befeuchtete Zone aufhält
- Kategorie 2 (Flam. Sol. 2):
  - Metallpulver, das in mehr als 5 und bis zu 10 Minuten abbrennt,
  - sonstige Feststoffe oder deren Gemische, die in unter 45 s  oder mit mehr als 2,2 mm/s schnell abbrennen, was eine befeuchtete Zone jedoch mindestens 4 Minuten aufhält.

## Richtlinie 67/548/EWG

Symbol brennbar nach 67/548/EWG

### Einstufung und Kennzeichnungen
Die aufgehobene Richtlinie unterschied zwischen entzündlich, leichtentzündlich oder hochentzündlich. Als entzündlich (anfänglich brennbar) galten danach Stoffe und Zubereitungen, die als flüssige Stoffe oder Zubereitungen einen Flammpunkt zwischen 21 und 55 °C haben. Die Gefahrstoffkennzeichnung erfolgte mit dem R-Satz R10 – Entzündlich. Als leichtentzündlich wurden Substanzen eingestuft, die einen Flammpunkt unter 21 °C und als hochentzündlich, die einen Flammpunkt < 0 °C und einen Siedepunkt ≤ 35 °C besitzen. Leichtentzündliche Substanzen wurden mit R11 – Leichtentzündlich, einem Gefahrensymbol mit der schwarzen Flamme auf orangefarbenem Hintergrund und dem Buchstaben F, hochentzündliche Stoffe mit R12 – Hochentzündlich, dem gleichen Gefahrensymbol und der Kennung F+ gekennzeichnet.

### Sicherheitshinweise
Bei Abgabe an Endverbraucher wurden zusätzlich der S-Sätze S2 – Darf nicht in die Hände von Kindern gelangen  und bei Bedarf auch S43 – Zum Löschen … verwendet. (Wenn Wasser die Gefahr erhöht, konnte angefügt werden: „Kein Wasser verwenden“)). Dabei muss klar zum Ausdruck kommen, was zum Löschen verwendet werden soll (Wasser, Sand, Kohlendioxid) oder nicht verwendet werden darf: Bei vielen entzündlichen Stoffen erhöht beispielsweise ein Löschversuch mit Wasser die Gefahr, wenn der Stoff infolge geringer Dichte auf dem Löschwasser schwimmt, sich dort ausbreitet und großflächig weiterbrennt oder wenn der Stoff mit Wasser reagiert (beispielsweise Halogenalkane) und dabei Energie und/oder giftige Produkte freisetzt. Auch S33 („Maßnahmen gegen elektrostatische Aufladung treffen“) konnte erforderlich sein, um auf die Gefahr von Zündfunken hinzuweisen.

### Gegenüberstellung der Einstufung nach GHS und Richtlinie 67/548/EWG
Eine Gegenüberstellung der Einstufung gemäß GHS und Richtlinie 67/548/EWG gibt folgende Tabelle:
| Aggregat- zustand | GHS    | GHS            | GHS        | Richtlinie 67/548/EWG              | Richtlinie 67/548/EWG |
| ----------------- | ------ | -------------- | ---------- | ---------------------------------- | --------------------- |
| Aggregat- zustand | H-Satz | Anmerkung      | Piktogramm | R-Satz                             | Symbol                |
| fest              | H228   | Flam. Sol. 1   | GHS02      | R11 (F)                            |                       |
| fest              | H228   | Flam. Sol. 2   | GHS02      | R11 (F)                            |                       |
| flüssig           | H224   | Flam. Liq. 1   | GHS02      | R10 (kein Symbol) R11 (F) R12 (F+) |                       |
| flüssig           | H225   | Flam. Liq. 2   | GHS02      | R10 (kein Symbol) R11 (F)          |                       |
| flüssig           | H226   | Flam. Liq. 3   | GHS02      | R10                                |                       |
| flüssig           | H242   | Self-react. CD | GHS02      | R12 (F+)                           |                       |
| flüssig           | H242   | Self-react. EF | GHS02      | R12 (F+)                           |                       |
| flüssig           | -      | Self-react. G  | GHS02      | R12 (F+)                           |                       |
| gas               | H220   | Flam. Gas 1    | GHS02      | R12 (F+)                           |                       |
| gas               | H221   | Flam. Gas 2    | keins      | R12 (F+)                           |                       |
| fest/flüssig      | H260   | Water-react. 1 | GHS02      | R15 (F)                            |                       |
| fest/flüssig      | H261   | Water-react. 2 | GHS02      | R15 (F)                            |                       |
| fest/flüssig      | H261   | Water-react. 3 | GHS02      | R15 (F)                            |                       |
| flüssig           | H250   | Pyr. Liq. 1    | GHS02      | R17 (F)                            |                       |
| fest              | H250   | Pyr. Sol. 1    | GHS02      | R17 (F)                            |                       |

## Sicherheitsmaßnahmen
Betriebe, die mit entzündlichen Stoffen in größeren Mengen umgehen, müssen eine Betriebsanweisung für den Umgang mit diesen Stoffen öffentlich aushängen und die Mitarbeiter entsprechend schulen. Entzündliche Abfälle dürfen nur in dafür vorgesehenen Behältern sowie möglichst nur in kleineren Mengen gelagert werden. Offene Flammen in der Umgebung sind zu vermeiden. Dabei ist auch das Phänomen der kriechenden Dämpfe vieler Stoffe zu beachten.

## Verbot
Entzündbare Stoffe aller Kategorien dürfen (ebenso wie selbstentzündliche Gase und Flüssigkeiten je der Kategorie 1) in der EU in Aerosolpackungen nicht allgemein in Verkehr gebracht werden, sofern sie zu sogenannten Unterhaltungs- und Dekorationszwecken bestimmt sind, also etwa für künstlichen Schnee oder künstliche Spinnweben, Scherzexkremente oder unanständige Geräusche. Solche Verpackungen müssen dauerhaft und gut lesbar mit „Nur für gewerbliche Anwender“ gekennzeichnet sein. Ein Verstoß gegen das Verbot der Abgabe an oder des Bereitstellens für die breite Öffentlichkeit stellt in Deutschland auch bei Fahrlässigkeit oder als Versuch eine Straftat dar.